# Mateusz Mosiewicz
Mateusz Jakub Mosiewicz (ur. 27 czerwca 1986 w Bydgoszczy) – polski aktor filmowy i teatralny, prawnik.

## Życiorys
W 2014 roku ukończył studia na Wydziale Aktorskim Państwowej Wyższej Szkoły Filmowej, Telewizyjnej i Teatralnej im. Leona Schillera w Łodzi, wcześniej ukończył studia na Wydziale Prawa i Administracji Uniwersytetu im. Adama Mickiewicza w Poznaniu.
Współpracował z Teatrem Buffo w Warszawie, Teatrem im. Wojciecha Bogusławskiego w Kaliszu, Teatrem im. Wandy Siemaszkowej w Rzeszowie, Teatrem WARSawy,  Teatrem Powszechnym w Łodzi, Teatrem Szwalnia, Teatrem Ósmego Dnia oraz Teatrem Variete.
Współtwórca nagradzanego spektaklu "Jesteśmy przynętą, kochanie!", opartego na dziennikach i wspomnieniach Polskiego dokumentalisty Marcina Kundery, biorącego udział w 2013 roku w Euromajdanie w Kijowie.
Współtwórca i współautor spektaklu "Tylko to, co zrobić należało", opowiadającego historię rodziny dyrektora Warszawskiego zoo Jana Żabińskiego, którzy uratowali przed śmiercią przeszło 300 osób. Spektakl odbywał się w willi Żabińskich na terenie Warszawskiego ZOO
Założyciel Stowarzyszenia B.SIDES Kolektyw Twórczy, którego był wice prezesem w kadencjach 2017-2024.
Pełnił funkcję sekretarza Komisji Rewizyjnej Związku Zawodowego Twórców Dubbingu w kadencji 2021-2024.
Obecnie od 2024 r. pełni funkcję w pierwszym Zarządzie Sekcji Aktorów Niezależnych Związku Zawodowego Aktorów Polskich.
Współtwórca warsztatów teatru dokumentalnego "To miasto, to moja opowieść", integrujących i aktywizujących lokalne społeczeństwo poprzez uczenie i doświadczanie teatru w mniejszych ośrodkach miejskich.
Razem z fundacją Chcepomagam prowadził konwoje humanitarne i brał udział w dostarczaniu pomocy humanitarnej na tereny działań wojennych w Ukrainie po rozpoczęciu pełnoskalowej wojny.

## Nagrody
- Nagroda publiczności na 48 Hour Film Project Warszawa 2014 za film "Przebudzenie"
- Wyróżnienie aktorskie na XVII Festiwalu Teatrów Niezależnych "Garderoba Białołęki" oraz druga nagroda za spektakl "Jesteśmy przynętą, kochanie!"
- Wyróżnienie na XVI Ogólnopolskim Festiwalu Teatrów Niezależnych OFTeN
- Finalista pierwszej edycji konkursu Modjeska Calling organizowanego przez Teatr Polski w Poznaniu
- Doceniony przez miesięcznik "Teatr" w kategorii Odkrycie Aktorskie za rolę barona Tuzenbacha w spektaklu "Trzy siostry"

## Filmografia

### Seriale i filmy
| Rok       | Tytuł                          | Rola                       | Uwagi           |
| --------- | ------------------------------ | -------------------------- | --------------- |
| 2016      | Czułość                        | Oskar, aktor               |                 |
| 2016      | Akcja Pensjonat                | Józef Okwieka „Trójka”     |                 |
| 2017      | Ojciec Mateusz                 | włamywacz                  | odc. 227        |
| 2017      | Na przekór astronomom          | Pan Tajemniczy             |                 |
| 2017      | Barwy szczęścia                | Adam Jodełka               | odc. 1736, 1737 |
| 2018      | Na sygnale                     | Przemek, narzeczony Jowity | odc. 199        |
| 2018      | Na dobre i na złe              | Kostek                     | odc. 721        |
| 2018      | Korona królów                  | rycerz Guncel Reibnitz     |                 |
| 2019      | Ojciec Mateusz                 | Czarek Kozieł              | odc. 286        |
| 2019      | O mnie się nie martw           | Daniel Kosecki             | odc. 118        |
| 2020      | M jak miłość                   | lekarz                     | odc. 1525       |
| 2020–2021 | Zakochani po uszy              | Bartek Majewski            |                 |
| 2021      | Brigitte Bardot cudowna        | Ringo Starr                |                 |
| 2021      | Planeta singli. Osiem historii | Marek                      | odc. 3          |
| 2021–2023 | Mecenas Porada                 | ochroniarz Jakub Kowal     |                 |
| 2021–2023 | Papiery na szczęście           | Sergiusz                   |                 |
| 2022      | Pod wiatr                      | ratownik                   |                 |
| 2023      | Przysięga Ireny                | Marian Wilner              |                 |
| 2023      | Matylda                        | Jeremi Wicher              |                 |
| od 2024   | M jak miłość                   | Mariusz Sanocki            |                 |
| 2025      | Szpital św. Anny               | Wojtek Fidor               |                 |

Sporządzono na podstawie materiału źródłowego.
Nagrody